# Friedensstadion
Le Friedensstadion, auparavant connu sous le nom de Halberstädter Sportfeld, est un stade omnisports allemand (servant principalement pour le football et l'athlétisme) situé dans la ville de Halberstadt, en Saxe-Anhalt.
Le stade, doté de 5 000 places et inauguré en 1937, sert d'enceinte à domicile à l'équipe de football du VfB Germania Halberstadt.

## Histoire
Les travaux du stade débutent en 1929 pour s'achever huit ans plus tard. Il est inauguré en 1937 sous le nom de Halberstädter Sportfeld.
En 1950, à l'occasion des championnats d'athlétisme de RDA, le stade change de nom pour se faire rebaptiser Friedensstadion.
Le Germania Halberstadt décide de faire rénover le stade en juin 2011 (la rénovation dure jusqu'au printemps 2012).